# 井上奈々子
井上 奈々子（いのうえ ななこ、1983年12月12日 - ）は、日本の声優。東京都出身。専修大学附属高等学校、専修大学文学部日本語日本文学科卒業。2020年3月31日までホーリーピーク所属、現在はフリー。

## 来歴・人物
大学4年次に『はっぴぃセブン』（UHF放送局放映）の益子美々役でデビュー、翌年開始された『ゼロの使い魔』シリーズでキュルケ役を担当。また、大学在学中には高校の教員免許を取得。

## 出演
太字はメインキャラクター。

### テレビアニメ
- はっぴぃセブン 〜ざ・テレビまんが〜（2005年、益子美々[1]）
- ゼロの使い魔（2006年 - 2012年、キュルケ・アウグスタ・フレデリカ・フォン・アンハルツ・ツェルプストー[1]、妖精亭店員）- 4シリーズ
- RGBアドベンチャー（2006年、ボー婦人[1]）
- シャンプー王子（2007年、リンス女王、ナレーション）[1]
- ネットゴーストPIPOPA（2008年、守の母[1]〈進藤レオナ〉）
- ジュエルペット（2009年、ラクマージョ[1]、広尾恵）

### ゲーム
- アガレスト戦記（2007年 - 2008年、リュリュ） - 2作品
- ゼロの使い魔 シリーズ（2007年 - 2008年、キュルケ・アウグスタ・フレデリカ・フォン・アンハルツ・ツェルプストー）- 3作品
  - 小悪魔と春風の協奏曲（2007年）
  - 夢魔が紡ぐ夜風の幻想曲（2007年）
  - 迷子の終止符と幾千の交響曲（2008年）
- 風色サーフ（2009年、サラ・フォンク[1]）

### ドラマCD
- 「ゼロの使い魔〜双月の騎士〜」感じるCD 〜ルイズ・キュルケ・タバサ〜（2007年、キュルケ・アウグスタ・フレデリカ・フォン・アンハルツ・ツェルプストー）
- クロム・ブレイカー（2007年、凪菜聖）
- お姉ちゃんに命令されて眠れないCD（2008年、上条寧々）

### その他
- スカパー・エンタ!371「天使のVOICE」[1]
- サンデージャポン（2008年1月27日）
- TVCM「mentos」（ナレーション[1]）

## ディスコグラフィ

### キャラクターソング
| 発売日         | 商品名                                              | 歌                     | 楽曲                     | 備考                                                      |
| -------------- | --------------------------------------------------- | ---------------------- | ------------------------ | --------------------------------------------------------- |
| 2005年11月30日 | はっぴぃセブン 〜ざ・テレビまんが〜 CHARACTER SONGS | 益子美々（井上奈々子） | 「Over the Rainbow」     | テレビアニメ『はっぴぃセブン 〜ざ・テレビまんが〜』関連曲 |
| 2005年11月30日 | はっぴぃセブン 〜ざ・テレビまんが〜 CHARACTER SONGS | らっきぃスリィ         | 「はっぴぃセブン」       | テレビアニメ『はっぴぃセブン 〜ざ・テレビまんが〜』関連曲 |
| 2006年9月21日  | 「ゼロの使い魔」キャラクターCD3 タバサ＆キュルケ編  | キュルケ（井上奈々子） | 「あなたしか欲しくない」 | テレビアニメ『ゼロの使い魔』関連曲                        |

### ユニットメンバー
1. ↑  追守亜麻乃（稲村優奈）、益子美々（井上奈々子）、徳田寧々（仲井絵里香）